# Theodrada

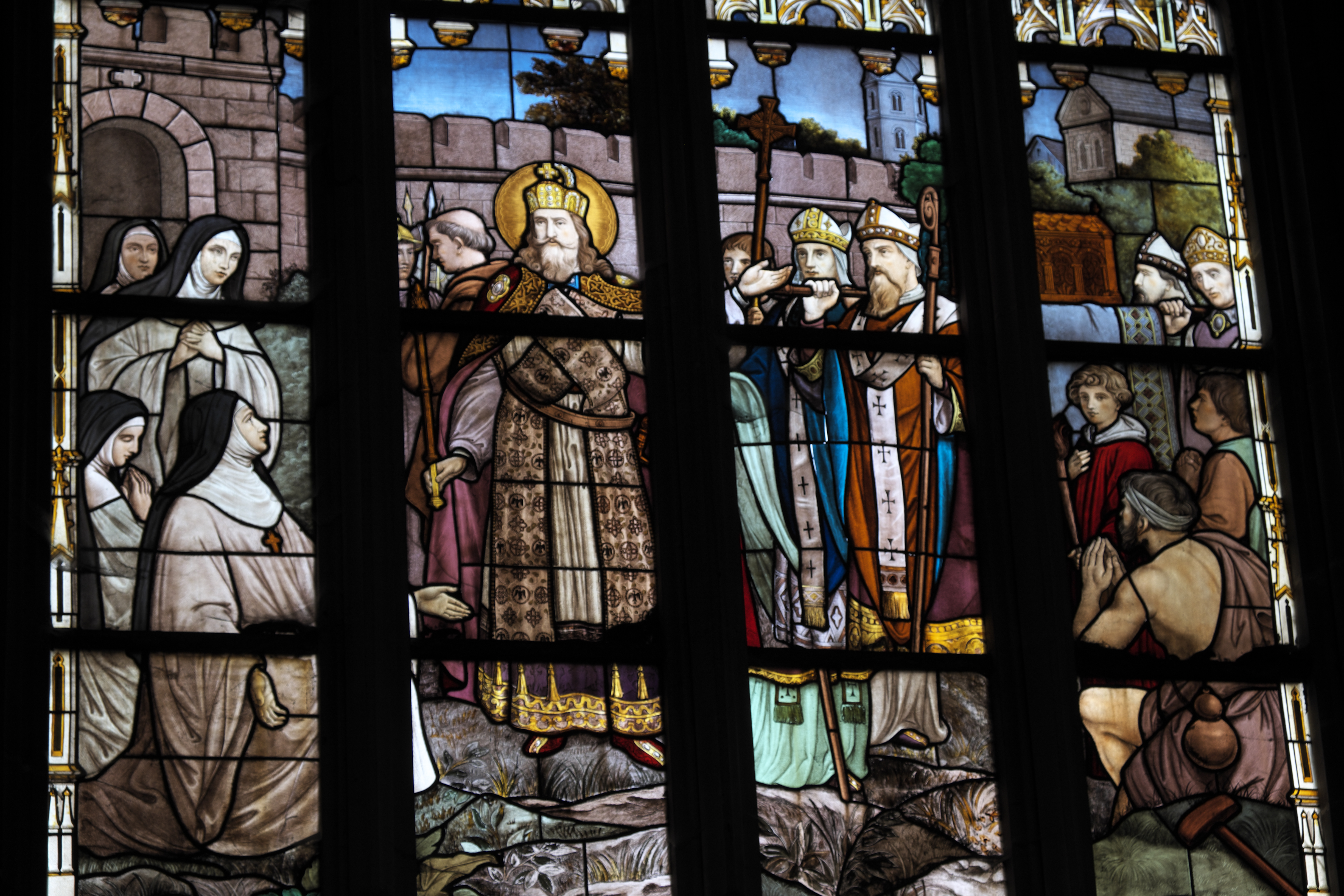
Karl der Große übergibt Theodrada die „heilige Tunika von Argenteuil“. Bleiglasfenster von 1913 in der Pfarrkirche Saint-Jean-Baptiste in Dammartin-en-Goële.

Theodrada (* vermutlich 785; † 9. Januar 844/853 in der Abtei Münsterschwarzach) war eine Tochter Karls des Großen und Äbtissin in Argenteuil und Münsterschwarzach.

## Leben
Sie wurde als ältere der beiden Töchter von Karls vierter Frau Fastrada und als zwölftes Kind des Frankenkönigs geboren.
Ab 814 ist sie als Äbtissin von Notre-Dame d’Argenteuil belegt. Eine Urkunde, die vermutlich aus dem Jahr 828 stammt, beinhaltet die Aussage, dass Theodrada Argenteuil von ihrem Vater erhalten habe. Jedenfalls wurde die Abtei anlässlich der Übertragung von der Abtei Saint-Denis unabhängig und als karolingisches Hauskloster direkt dem Frankenkönig unterstellt. In der bereits erwähnten Urkunde von 828 erstattet Theodrada das Kloster jedoch an St.-Denis zurück unter der Bedingung, dass sie es auf Lebenszeit nutzen dürfe, sofern sie nicht freiwillig darauf verzichte oder mit einem anderen Kloster entschädigt werde.
Karl der Große soll dem im 12. Jahrhundert lebenden Hugo von Amiens (Erzbischof von Rouen) zufolge seiner Tochter und ihrem Kloster den Heiligen Rock, angeblich ein von Maria gewebtes Kleidungsstück Jesu, als Reliquie übergeben haben. Diese Überlieferung kann jedoch auch eine Legende sein, die der Reliquie zusätzliche Bedeutung verschaffen sollte, indem sie sie mit Karl dem Großen in Verbindung brachte. Daher ist der Bericht aufgrund seines zeitlichen Abstands zum Geschehen kein Indiz für den Zeitpunkt des Amtsantritts Theodradas. Das Textil, das aus dem ersten oder zweiten nachchristlichen Jahrhundert stammt, machte Argenteuil ab dem 15. Jahrhundert zu einem beliebten Wallfahrtsort.
Als Normannen die Gegend um Paris, in der sich das Kloster befand, verwüsteten, floh Theodrada in das ostfränkische Reich und wurde Äbtissin des Frauenklosters Münsterschwarzach. In der Folgezeit unterband sie dort die seit der Klosterreform Benedikt von Anianes vorgesehene freie Wahl der Vorsteherinnen durch die Nonnen. Zum Schutz der Abtei unterstellte sie diese mit dem gesamten Landbesitz den Bischöfen von Würzburg. Dennoch hatte sie selber weiterhin gewisse Rechte am Kloster, denn in einer Urkunde vom 9. Januar 844 bestimmt sie (mit Einverständnis des Würzburger Bischofs Gozbald) Blutenda zu ihrer Nachfolgerin.
Das Todesdatum Theodradas ist genauso schlecht überliefert wie die Geschichte Münsterschwarzachs in den folgenden Jahren: Am 21. Juli 853 wurde Hildegard, Tochter Ludwigs des Deutschen und Großnichte Theodradas, Äbtissin des Klosters Fraumünster in Zürich, nachdem sie zuvor dieses Amt in Münsterschwarzach innegehabt hatte. Theodrada dürfte also einige Zeit vor diesem Datum gestorben sein, da in der Zeit zwischen 844 (ihrer letzten urkundlichen Erwähnung als lebende Person) und 853 auch die Amtszeit Hildegards liegen muss. In den Jahren zuvor war entweder Blutenda gestorben oder aber die Urkunde aus dem Jahr 844 rückgängig gemacht worden, denn eine Urkunde vom 27. März 857 weist darauf hin, dass Theodrada für die Zeit nach ihrem Tode Hildegard das lebenslange Nutzungsrecht an Münsterschwarzach zugesichert habe, während Blutenda hier völlig übergangen wird. Da Theodrada in dieser Urkunde definitiv als verstorben bezeichnet wird, ist 857 der absolute Terminus ante quem für ihr Todesjahr.